# Fredriksskans
El Fredriksskans es un Estadio multiusos ubicado en la ciudad de Kalmar, Suecia.

## Historia
Fue construido en 1917, ha tenido tres renovaciones y tres ampliaciones, actualmente cuenta con capacidad para 9000 espectadores y fue la sede del Kalmar FF de 1919 hasta 2010 cuando se mudaron al Guldfågeln Arena. Cuenta también con pista atlética y actualmente es la sede del Kalmar AIK.